# Tentativa de golpe de Estado nas Filipinas em agosto de 1987
A tentativa de golpe de Estado nas Filipinas em agosto de 1987 ocorreu em 28 de agosto de 1987 quando um golpe de Estado contra o governo da presidenta filipina Corazon Aquino foi encenado por membros das Forças Armadas das Filipinas pertencentes ao Movimento de Reforma das Forças Armadas (Reform the Armed Forces Movement , RAM) liderado pelo Coronel Gregorio Honasan, que havia sido um ex-assessor do secretário de Defesa deposto Juan Ponce Enrile, um dos instigadores da Revolução do Poder Popular que levou Aquino ao poder em 1986. O golpe foi repelido por forças militares leais a Aquino naquele mesmo dia, embora Honasan conseguisse escapar.
Foi a sexta tentativa de derrubar Aquino e marcou a sua ruptura final com o RAM, cujo motim contra o regime do presidente Ferdinand Marcos ajudou a impulsioná-la ao cargo. Foi também o caso mais mortal de lutas internas entre os militares filipinos na época, até ser superado por uma tentativa de golpe subsequente em 1989, que também foi lançada por Honasan e pelo RAM para derrubar Aquino.

## Antecedentes
O Movimento de Reforma das Forças Armadas (RAM) foi um grupo de soldados e oficiais dissidentes das Forças Armadas das Filipinas que se formou nos últimos anos da ditadura do presidente Ferdinand Marcos. Em 1986, alguns desses oficiais, liderados pelo coronel Gringo Honasan e pelo ministro da Defesa Juan Ponce Enrile, lançaram um golpe de Estado fracassado contra Marcos e mais tarde se juntaram ao vice-chefe do Estado-Maior das Forças Armadas das Filipinas, tenente-general Fidel Ramos, o que levou um grande número de civis para tentar impedir que Marcos extermine os rebeldes da RAM. Isso acabou se transformando na Revolução do Poder Popular, que pôs fim à ditadura de Marcos e o forçou ao exílio, substituindo-o por sua rival eleitoral, Corazon Aquino.
No entanto, as relações do RAM com a nova presidente deterioraram-se gradualmente e o grupo foi posteriormente implicado em várias tentativas de golpe contra ela, uma das quais, a Conspiração God Save the Queen em novembro de 1986, levou à demissão de Enrile do cargo de ministro da Defesa por Aquino, e ao transferência de Honasan para Fort Magsaysay em Nueva Ecija, 200 quilômetros ao norte de Manila. Aliás, a base era a maior reserva militar das Forças Armadas Filipinas, tornando-a um grupo conveniente de recrutas para a conspiração do RAM.

### Preparativos para o golpe
Em Fort Magsaysay, Honasan foi encarregado de chefiar a escola de treinamento das Forças Especiais do Exército Filipino e administrou pessoalmente o 1.º Scout Ranger Regiment do Exército Filipino. Em poucos meses, o carismático Honasan conquistou os seus alunos, cujo treinamento como comandos com mobilidade tática os tornou uma força golpista ideal. Honasan então reteve a formatura de seus alunos em seus cursos como parte de seus esforços para treiná-los e doutriná-los para o golpe, o que não foi notado por seus oficiais superiores por vários meses.
Poucos dias antes do golpe, o major-general Renato De Villa, chefe da Philippine Constabulary (PC), recebeu um relatório da inteligência de que um golpe seria lançado por soldados do Forte Magsaysay. Ele imediatamente transmitiu a informação ao General Ramos, agora Chefe do Estado-Maior das Forças Armadas Filipinas, que rapidamente planejou uma contra-ação preventiva. Ramos alertou a 5.ª Divisão do Exército Filipino para verificar o relatório e ordenou que o Brigadeiro General Ramon Montaño, seu vice-chefe do Estado-Maior para operações, o acompanhasse ao Forte Magsaysay no início de 28 de agosto de 1987 para eles próprios verificarem a situação.

### Razões para o golpe
Várias declarações transmitidas pelos rebeldes referiam-se ao "excesso de indulgência política que agora permeia a sociedade", à suposta má gestão da insurreição comunista e à deplorável condição econômica dos militares rebeldes, bem como às investigações do Comissão dos Direitos Humanos sobre os militares como razões para lançar o golpe. Além disso, a situação coincidiu com o crescente descontentamento entre as fileiras gerais das Forças Armadas Filipinas em relação ao governo Aquino, com uma pesquisa realizada três meses antes do golpe mostrando que 34% dos oficiais concordavam que "um líder civil incompetente poderia ser justamente deposto por militares", versus 33% que discordaram.

## Eventos

### Avanço sobre Manila
As tentativas do governo de interceptar os rebeldes foram frustradas quando, na noite de 27 de Agosto, Honasan e os seus recrutas viajaram para sul em ônibus confiscados, dezenas de caminhões 6X6 e três tanques ao longo da Estrada de Desvio Norte em direção a Manila. Descobriu-se mais tarde que os quadros negros das salas de aula continham mapas com os escritórios presidenciais no Palácio Malacañang e a sede das Forças Armadas Filipinas em Camp Aguinaldo, na Cidade Quezon, marcados como alvos. À meia-noite, eles se juntaram a tropas de outros campos militares próximos, perto do pedágio de Santa Rita, em Guiguinto, Bulacan, e hastearam bandeiras filipinas invertidas, simbolizando a guerra. O General Ramos disse posteriormente que os rebeldes pretendiam "matar a Presidente e a sua família", o que foi ainda destacado por uma mensagem de rádio interceptada descoberta pela Polícia Nacional Integrada em 27 de Agosto, mencionando o assassinato de Aquino no final do mês.
Na madrugada de 28 de Agosto, o comboio rebelde foi avistado pelas forças governamentais em Santa Maria (Bulacan), com uma força estimada em mais de 2.000 homens, todos fortemente armados. Ao saber do avistamento do comboio, o general Montaño concluiu que os rebeldes atacariam em meia hora. Em resposta, o chefe do Exército Filipino, Major General Restituto Padilla Sr., despachou imediatamente cinco tanques para reforçar Camp Aguinaldo. O comboio chegou a Manila por volta da 1h.

### Malacañang
O RAM marcou a sua chegada a Manila disparando armas para o alto, acordando muitos residentes da capital e alertando as forças governamentais sobre o seu paradeiro. Honasan liderou uma coluna em um ataque noturno a Malacañang, enquanto deixava dois deputados para liderar ataques ao quartel-general da Força Aérea Filipina na Base Aérea de Villamor em Pasay e a várias estações de televisão.
À 1h45, Honasan ordenou que 200 de seus homens e vários veículos blindados V-150 avançassem pela rua Jose Laurel em direção ao palácio. Apesar de chegar aos portões de Malacañang, suas forças foram rechaçadas pelo Grupo de Segurança Presidencial liderado pelo Coronel Voltaire Gazmin, que foi reforçado pelos fuzileiros navais filipinos comandados pelo Brigadeiro General Rodolfo Biazon, forçando-os a recuar para estradas próximas. Quinze minutos depois, o Coronel Reynaldo Ochosa liderou seu 62.º Batalhão de Infantaria para atacar a vizinha Ponte Nagtahan, apenas para ser repelido por soldados lealistas. Ele foi seguido pelo 14.º Batalhão de Infantaria sob o comando do tenente-coronel Melchor Acosta Jr., que recuou após outra rodada de tiros do governo. Neste momento, os rebeldes emboscaram um carro que transportava o filho de Aquino, Noynoy, quando este regressava ao palácio, ferindo-o e matando três dos seus companheiros. Ele sofreu ferimentos causados por cinco balas, uma das quais permaneceu alojada em seu pescoço pelo resto da vida. Também foi relatado que duas sentinelas do palácio foram baleadas.
Percebendo que seu ataque havia falhado, Honasan ordenou que seus homens se reagrupassem em Camp Aguinaldo. Perto da ponte Nagtahan, foram recebidos por civis desarmados que apoiavam a presidente e que zombavam deles. Os rebeldes abriram fogo contra a multidão com armas automáticas, matando onze pessoas, dez das quais eram menores, e ferindo 54.
Aquino, que residia na vizinha Arlegui Guest House, foi acordada à 1h30 por um tiroteio e uma de suas filhas perguntou o que estava acontecendo. Depois que seu oficial de plantão saiu para fiscalizar a situação, ela fez ligações inúteis para Ramos, que naquele momento estava a caminho de Camp Aguinaldo, e para seu secretário executivo, Joker Arroyo, antes de decidir esperar o fim da luta rezando o rosário com sua filha. Às 4h45, foi ao ar para anunciar que o ataque a Malacañang havia sido repelido e que ela estava bem e em segurança. Ela instou as pessoas a ficarem em casa até que a rebelião fosse reprimida e suspendeu as aulas na região metropolitana de Manila, bem como sua viagem programada a Luzon Central naquele dia. Os ouvintes lembraram que sua voz era tranquilizadora, sem pressa e sem emoção.

### Camp Aguinaldo
Um grupo rebelde avançado tentou entrar no Portão 1 do Camp Aguinaldo, mas foi inicialmente detido por um esquadrão liderado pelo Coronel Emiliano Templo e apoiado por veículos blindados. Mais tarde, eles conseguiram entrar e foram seguidos por Honasan e suas forças de Malacañang. O próprio Honasan liderou seus homens na tomada de partes do campo, incluindo a sede do Departamento de Defesa Nacional.
Apesar da presença rebelde a apenas 100 metros de distância, o edifício que abriga o Quartel-General das Forças Armadas Filipinas ainda era mantido por soldados leais liderados por Montaño, pelo vice-chefe do Estado-Maior das Forças Armadas Filipinas, tenente-general Eduardo Ermita, e pelo vice-chefe do Estado-Maior para operações civis-militares, brigadeiro-general Orlando Antonio. Ao descobrir que os rebeldes não conseguiram cortar as linhas telefônicas, Ramos, que montou acampamento na sede adjacente da Philippine Constabulary em Camp Crame, ordenou aos oficiais que defendessem o prédio do quartel-general de quatro andares, apesar de estarem cercados pelos rebeldes. Durante os combates subsequentes, a ala direita do edifício pegou fogo depois que os rebeldes entraram nas instalações e jogaram gasolina, forçando os oficiais presos a "rastejar para o lado esquerdo do edifício" para evitar as chamas e os atiradores.
Por volta do meio-dia, Ramos ordenou que reforços da Marinha abrissem fogo contra as posições rebeldes com artilharia e atacassem o acampamento, levando a intensos combates dentro e ao redor do acampamento que duraram até as 16h. Mais tarde, juntaram-se a eles aeronaves T-28 antigas da Estação Aérea de Sangley Point em Cavite, que metralharam posições rebeldes no campo e bombardearam a ala oeste do edifício do quartel-general, contribuindo ainda mais para o incêndio existente.

### Base Aérea de Villamor
Às 2h30, o vice-comandante da Força Aérea Filipina, Brigadeiro General Federico Pasion, um simpatizante secreto dos rebeldes, ordenou que seus homens ocupassem o prédio da sede do Força Aérea na Base Aérea de Villamor. Eles conseguiram assumir o controle do primeiro e segundo andares, enquanto seu superior, o major-general Antonio Sotelo, um leal a Aquino, manteve sua posição em seu escritório no terceiro andar, apesar dos apelos de seu filho, que havia sido capturado pelos rebeldes. Os rebeldes também tomaram alguns dos portões, o estacionamento de veículos e áreas de armazenamento de helicópteros, e mais tarde foram recebidos por uma coluna enviada por Honasan.
Ao amanhecer, o leal a Aquino e comandante da 205.ª Ala de Helicópteros Táticos, Brigadeiro General Loven Abadia, conseguiu entrar na base e liderou soldados governistas em um tiroteio com os rebeldes, durante o qual conseguiram retomar alguns helicópteros e levá-los para o Fort Bonifacio junto com Sotelo, que escapou por uma saída de incêndio e tropeçou em Pasion fortemente armado, que conseguiu desarmar. No final da tarde, os rebeldes retiraram-se da base enquanto os reforços rebeldes de Bicol voltaram ao ouvir notícias do fracasso do golpe.

### Meios de comunicação
Os rebeldes apreenderam quatro estações de televisão na Cidade Quezon, nomeadamente ABS-CBN, PTV-4, RPN-9 e IBC-13, e utilizaram os canais para transmitir propaganda. Mais tarde, intensos combates levaram ao encerramento dessas estações, deixando apenas um canal pró-governo no ar para transmitir exigências de rendição dos rebeldes.
O Brigadeiro General Alfredo Lim, comandante do Distrito Policial Ocidental da Força de Polícia Metropolitana, recebeu ordem de retomar o complexo ABS-CBN que abrigava a estação e o PTV-4 e onde redutos leais foram sitiados pelos rebeldes, bem como Broadcast City, que abrigava tanto IBC quanto RPN. Chegando à área por volta do meio-dia, Lim e seus homens encontraram alguns dos primeiros rebeldes rendidos que disseram estar cansados de esperar mais de 12 horas por ordens. Lim lançou então um ataque às posições rebeldes no complexo e ao adjacente Hotel Camelot, apoiado pelos caças T-28 de Camp Aguinaldo, que deixou um policial morto e dois feridos. O ataque durou até às 14h, quando os rebeldes se renderam.

### Províncias
De volta ao Fort Magsaysay, uma unidade liderada pelo Major Horacio Lactao saiu do acampamento na manhã de 28 de agosto para se juntar às forças do RAM em Manila. Porém, ao perceber que o golpe havia fracassado, Lactao decidiu recuar, chegando ao acampamento no dia seguinte.
Em Pampanga, rebeldes liderados pelos oficiais do Philippine Constabulary, Coronel Reynaldo Berroya e Major Manuel Divina, tomaram o Camp Olivas  em San Fernando, que Aquino deveria visitar em 28 de agosto, e capturaram o comandante regional do Philippine Constabulary para Luzon Central, Brigadeiro General Eduardo Taduran, junto com seus seis oficiais superiores. Outras unidades rebeldes conseguiram capturar a Base Aérea de Basa, lar dos aviões de combate da Força Aérea, em Floridablanca, Pouco antes da meia-noite, os rebeldes retiraram-se das suas posições.
Em Albay, 80 soldados rebeldes liderados pelos oficiais do Philippine Constabulary Ludovico Dioneda, Diosdado Balleros e Reynaldo Rafal tomaram o aeroporto de Legazpi. Quatro caminhões carregados de soldados foram para Manila para apoiar os rebeldes, mas voltaram ao saber que o golpe havia fracassado. Depois de esperar em vão por um avião de transporte prometido para transportá-los para Manila, os rebeldes que permaneceram no aeroporto regressaram aos seus quartéis. Outra unidade rebelde de Camarines Sur foi desviada para Camp Capinpin em Tanay (Rizal), a caminho de Manila, e foi presa pelas forças governamentais.
Na cidade de Cebu, tropas comandadas pelo comandante regional de Visayas Centrais, brigadeiro-general Edgardo Abenina, colocaram o prefeito José Cuenco e o governador da província de Cebu, Osmundo Rama, sob prisão domiciliar efetiva e ordenaram que as estações de rádio fossem retiradas do ar. Unidades dissidentes também surgiram em várias cidades de Cebu, bem como em Siquijor, Bohol e Negros Oriental. No entanto, os rebeldes não conseguiram capturar o centro do Força Aérea na Base Aérea de Mactan. Depois que a notícia do fracasso do golpe e da demissão de Abenina por Ramos chegou à cidade, as forças rebeldes retiraram-se às 23h, enquanto Abenina foi destituído do comando e colocado sob prisão no dia 29 de agosto.
Em Cagayan, as forças lideradas pelo coronel do Philippine Constabulary Rodolfo Aguinaldo tomaram o controle do quartel-general militar regional do Vale de Cagayan em Tuguegarao, com Aguinaldo posteriormente ameaçando liderar uma força de 1.000 soldados a Manila para apoiar o golpe. Como resultado, barricadas adicionais foram colocadas em torno de Manila, mas Aguinaldo mais tarde recuou da guarnição e desistiu da sua ameaça.
Em Baguio, todos os 863 cadetes da Academia Militar das Filipinas organizaram uma demonstração silenciosa de apoio ao golpe antes de vestirem equipamento de combate e reiterarem o seu apoio através da rádio. Após uma reunião com dois membros seniores do RAM, o grupo partiu à meia-noite do dia 29 de agosto para lançar uma tomada de controle da cidade, apenas para abortar o plano depois de ser informado pelas sentinelas do fracasso do golpe. O incidente levou o vice-presidente Salvador Laurel e outros funcionários do governo a iniciarem um diálogo com eles, enquanto a administração da academia suspendia as aulas por dois dias e confinava todo o corpo discente dentro do campus por 90 dias.

### Fim do golpe
Às 15h, a presidente Aquino entrou na GMA-7, anunciando um ataque total aos amotinados, a quem chamou de traidores e monstros, e que não haveria negociação.
Na noite de 28 de agosto, as tropas governamentais conseguiram recapturar a maior parte das instalações controladas pelos rebeldes, enquanto outras unidades rebeldes recuaram ou se renderam, e o golpe fracassou em 29 de agosto com a rendição dos últimos cinquenta amotinados em Camp Olivas. O próprio Honasan escapou de Camp Aguinaldo a bordo de um helicóptero.

## Vítimas e danos
53 pessoas foram mortas durante o golpe e outras 358 ficaram feridas. Muitas das vítimas mortais foram civis desarmados que foram alvejados pelos rebeldes depois de terem sido vaiados pela multidão. Entre os mortos estavam Robert Macdonald, um fotógrafo autônomo da Nova Zelândia que trabalhava para o Pacific Defense Reports, que foi baleado na cabeça por forças do governo que confundiram o flash de sua câmera com uma arma durante os combates em torno do PTV-4, e Martin Castor, um fotógrafo. para o jornal nacional Pilipino Ngayon. Os danos materiais atingiram P450 milhões (US$ 22,5 milhões).
O assassinato de civis pelo RAM na ponte Nagtahan prejudicou gravemente a sua imagem e custou-lhe o apoio popular. Enquanto estava escondido, Honasan inicialmente negou a responsabilidade do grupo pelas mortes, dizendo que isso ocorreu durante um fogo cruzado com as forças governamentais antes de assumir a responsabilidade por essas e outras mortes em suas outras tentativas de golpe durante sua campanha para o Senado em 1995.

## Consequências
Após o golpe, foi percebido que Aquino nutria rancor contra Honasan pelo ataque a seu único filho. Durante um discurso comemorativo do Dia dos Heróis Nacionais, em 30 de Agosto, a Presidente Aquino zombou de Honasan por chamar os seus seguidores de “jovens oficiais idealistas que lutam pela justiça, igualdade e liberdade”, dizendo que as suas ações transmitiam o seu “ódio à democracia” e que “não se pode ser idealista e mentiroso.” Cerca de 1.500 civis apoiadores da Presidente organizaram posteriormente uma manifestação em Manila condenando o golpe de 12 de setembro.

### Processos contra os participantes do golpe
O General Ramos emitiu uma ordem de atirar para matar Honasan, que foi capturado pelos militares em uma casa em Valle Verde, Pasig, em 9 de dezembro de 1987, mas escapou de um navio-prisão em 1988. Mais tarde, ele organizou outra tentativa de golpe contra Aquino em 1989, que excedeu a sua tentativa anterior em termos de danos e vítimas.
Pelo menos 507 militares foram acusados de ligação com o golpe, enquanto outros 595 foram inocentados de envolvimento.
O Coronel Aguinaldo foi destituído do comando por ter tomado a guarnição de Tuguegarao e colocado sob investigação, mas renunciou antes que qualquer processo pudesse ser instaurado contra ele. Foi eleito governador de Cagayan em 1988, juntou-se ao golpe de 1989 e organizou a sua própria rebelião contra Aquino em 1990.
Em 1989, foram emitidas as primeiras condenações relacionadas com a tentativa de golpe, com uma corte marcial condenando nove oficiais, incluindo Berroya, que haviam se rendido em Novembro de 1987, a oito anos de prisão com trabalhos forçados pelo seu papel na tomada de Camp Olivas. Em 1991, o ex-marinheiro José Pedragoza foi preso pelo Serviço de Investigação Criminal pelo seu envolvimento na tomada do PTV-4. Em 1992, as acusações de rebelião contra o Coronel Reynaldo Cabauatan foram rejeitadas pelo Tribunal Regional de Primeira Instância de Cidade Quezon devido à falha da promotoria em localizar suas testemunhas para o julgamento.
Em 1993, Honasan, que permaneceu na clandestinidade, e outros membros do RAM aproveitaram uma anistia oferecida por Ramos, então sucessor de Aquino como presidente, aos participantes nas tentativas de golpe da década de 1980, o que lhe permitiu concorrer e ganhar um assento no Senado das Filipinas durante as eleições realizadas em 1995.

### Análise militar
O golpe de agosto foi a sexta tentativa de dissidentes militares de destituir a presidente Aquino do cargo. Sua execução surpresa também marcou uma ruptura com tramas anteriores que foram descobertas com semanas de antecedência e até anunciadas em jornais. Além disso, o golpe marcou a primeira perda significativa de vidas causada por combates dentro das forças armadas, que tinham sido evitados em grande parte em confrontos anteriores.
De uma perspectiva militar, Alfred W. McCoy, em seu estudo sobre o aventureirismo militar filipino, critica Honasan por reunir suas forças a partir de cerca de 25 unidades em vez de uma unidade regular, por sua dependência excessiva da infantaria e pela falta de apoio blindado, e por fragmentar suas forças para atacar objetivos secundários em vez de se concentrar na apreensão de Malacañang. O fracasso do golpe também expôs a base política cada vez mais estreita do RAM e forçou-o a ligar-se a outras facções dissidentes dentro das forças armadas, como os Soldados do Povo Filipino pró-Marcos e o Sindicato dos Jovens Oficiais composto por oficiais subalternos que romperam com a liderança de Honasan. Estes grupos acabaram por se unir para lançar o golpe de 1989.

### Reações políticas
Após a tentativa de golpe, todos os 26 membros do gabinete de Aquino renunciaram em 9 de setembro, e seu governo desviou-se para a direita, demitindo funcionários de tendência esquerdista, como Joker Arroyo, e autorizando tacitamente o estabelecimento de grupos armados e quase militares para combater a insurgência comunista em curso. Acreditava-se também que Fidel Ramos, que permaneceu leal a Aquino, emergiu como a segunda pessoa mais poderosa no governo após sua repressão bem-sucedida ao golpe. Também foram concedidos aumentos salariais generalizados para os soldados.
Do seu exílio no Havai, Ferdinand Marcos negou envolvimento no golpe, mas disse que estava pronto para regressar ao poder se os rebeldes derrubassem Aquino e o convidassem a voltar. Juan Ponce Enrile, então o único membro oposicionista do Senado, também negou envolvimento no golpe.
Vários políticos expressaram simpatia pelas queixas dos soldados rebeldes, embora deplorassem os seus métodos. O vice-presidente de Aquino e simultaneamente secretário de Relações Exteriores, Salvador Laurel, declarou que "o governo e os rebeldes deveriam tentar se comunicar" e apelou ao governo para "analisar as queixas dos rebeldes". O senador Joey Lina disse que iria "analisar as queixas" dos rebeldes, enquanto o líder da maioria no Senado, Orly Mercado, afirmou que a revolta era inevitável, dadas as contínuas tensões nas forças armadas que nunca foram claramente resolvidas. Tanto Mercado como Ramos compararam o golpe a lancetar um furúnculo, dizendo que era importante que tais tensões fossem finalmente "extirpadas" e "drenadas".

## Nota
- Este artigo foi inicialmente traduzido, total ou parcialmente, do artigo da Wikipédia em inglês cujo título é «August 1987 Philippine coup attempt».